# Veillée funèbre
Veillée funèbre ("Veglia funebre") o L'Aréopage ("L'Areopago") è un dipinto a olio su tela (36 × 46 cm) realizzato tra il 1845 e il 1855 dal pittore francese Jean-Léon Gérôme. L'opera ritrae una veglia funebre che si svolge in una sala dell’Areopago ad Atene. Fa parte della collezione del museo Georges Garret a Vesoul.
Dopo i suoi viaggi in Italia assieme a Paul Delaroche, Gérôme si appassionò al mondo antico. Assieme a un piccolo gruppo, sarebbe stato il principale precursore del movimento neogreco.

## Descrizione
Il corpo di un individuo giace a terra, coperto da un lenzuolo bianco con delle macchie di sangue, e un ramo (probabilmente d'ulivo) è poggiato sul busto. Il corpo è circondato da un gruppo di sette persone sedute e due accovacciate, la maggior parte delle quali a petto nudo. Due figure in piedi sembrano le personificazioni di due divinità.
Sullo sfondo, una seconda fila di personaggi che indossano una toga si siede ad un'altezza superiore. Il quadro è buio, le due torce sono quasi spente e i due treppiedi sono fumanti.
Si può riconoscere che questa decorazione sarebbe stata ripresa, con alcune migliorie, in Frine davanti all'Areopago, un'altra opera ambientata nello stesso luogo di Atene.
La firma dell'artista si trova in basso a destra.